# Fernando Tamayo (árbitro)
Fernando Tamayo (nacido en Cuenca, Ecuador, el 17 de diciembre de 1963), se desempeña como árbitro de fútbol desde 2001.
Ha tenido participaciones en la Copa Mundial de Fútbol de 2002, Copa Mundial de Fútbol de 2006, Copa América 2004, Copa Mundial de Fútbol Sub-20 de 2005 y la Copa Mundial de Fútbol Sub-17 de 2005.

## Historial de la competición
- Copa Mundial de la FIFA 2006 > Repesca preliminar Asia/Norte, Centroamericana y Caribeña

Bahrein:Trinidad y Tobago 0-1 (0-0)
16 de noviembre de 2005
- Campeonato Mundial Sub-17 de la FIFA 2005 > Fase final

Estados Unidos:Costa de Marfil 1-1 (1-0)
23 de septiembre de 2005
Perú :RP China 0-1 (0-1)
19 de septiembre de 2005
- Copa Oro 2005 > Fase final

México:Guatemala 4-0 (2-0)
10 de julio de 2005
Guatemala:Jamaica 3-4 (2-3)
8 de julio de 2005
- Campeonato Mundial Juvenil de la FIFA 2005 > Fase final

Nigeria:Suiza 3-0 (0-0)
18 de junio de 2005
Estados Unidos:Alemania 0-0
14 de junio de 2005
Países Bajos :Japón 2-1 (2-0)
10 de junio de 2005
- Copa América 2004

Argentina:Colombia 3-0 (1-0)
20 de julio de 2004
Colombia:Costa Rica 2-0 (2-0)
17 de julio de 2004
Venezuela:Bolivia 1-1 (1-1)
12 de julio de 2004
Colombia:Bolivia 1-0 (0-0)
9 de julio de 2004
Perú :Bolivia 2-2 (0-1)
6 de julio de 2004
- Copa Mundial de la FIFA 2006 > Competición preliminar de la Zona Sudamericana

Venezuela:Bolivia 2-1 (0-0)
18 de noviembre de 2003
- Copa Mundial de la FIFA 2002 > Competición preliminar de la CONMEBOL

Bolivia:Venezuela 5-0 (3-0)
3 de junio de 2001
- Datos: Q1000693